# Abbon
Abbon, Abbo – imię męskie pochodzenia germańskiego – Adalburg, Alburg lub hebrajskiego – obhad (niewolnik), które zaczęło być stosowane jako samodzielne imię.
Na ziemiach polskich imię poświadczone zostało jako Abba w latach 1299 oraz 1313.
Imię pozostaje rzadko używanym. W styczniu 2024 roku w rejestrze PESEL, wśród publicznie dostępnych danych dotyczących osób żyjących, wykazano 3 mężczyzn o imieniu Abba nadanym jako imię pierwsze. Przekształcenia i zdrobnienia: Abba, Abo, Abbo, Abe, Abl.
Abbon imieniny obchodzi 13 listopada.

## Imię Abbon w innych językach
- łacina – Abbanus, Paternus
- angielski – Abbot, Abo, Abbon, Abbo
- czeski – Abbo
- francuski – Abon, Abbon, Abo
- hiszpański – Abbon
- niemieckl – Abban, Abbo, Abo
- rosyjski – Abo
- słowacki – Paternus
- słoweński – Abo
- włoski – Abbone

Źródło: Słownik imion.

## Mężczyźni noszący imię Abbon/Abbo
- Abbo z Fleury – patron imienia, święty, zmarł 13 listopada 1004[1][4]
- Abbo Cernuus (Abbo Parisiensis) – benedyktyn z IX w.[6]